# Dante Vaglieri
Dante Vincenzo Varglien Vaglieri (Trieste, 31 maggio 1865 – Ostia, 12 o 13 dicembre 1913) è stato un archeologo ed epigrafista austriaco naturalizzato italiano.
Direttore per alcuni anni del Museo Nazionale Romano e professore di epigrafia romana presso l'Università degli Studi di Roma "La Sapienza", è particolarmente noto per i suoi scavi sul Palatino ed in particolare ad Ostia antica, dove come direttore degli scavi dal 1907 al 1913 diede un importante impulso allo sviluppo delle attività storiche ed archeologiche.

## Biografia
Nacque a Trieste, allora parte dell'Impero austriaco, il 31 maggio 1865 da Biaggio Varglien, tipografo originario di Zara, e Rosalia Busetto, ricamatrice triestina, come primogenito di altri quattro figli morti in tenera età. Dal 1875, anno in cui risulta già utilizzare il suo cognome italianizzato in Vaglieri, frequentò il ginnasio comunale di Trieste e diplomatosi nel 1883 con un giudizio di "maturo con distinzione" si iscrisse presso la Facoltà di Giurisprudenza dell'Università di Vienna, dove fu allievo di Otto Hirschfeld (storia antica), Eugen Bormann (epigrafia) ed Otto Benndorf (archeologia classica); i crescenti sentimenti nazionalisti italiani, che gli procurarono alcuni problemi con le autorità austriache, lo portarono a proseguire gli studi in Italia, trasferendosi a Roma per studiare presso la Facoltà di Lettere dell'Università La Sapienza dove fu allievo prediletto di Ettore De Ruggiero e presso cui si laureò nel giugno 1887 con una dissertazione intitolata Le due legioni adiutrici.
Stabilitosi definitivamente a Roma e avvalendosi del patrocinio dell'avvocato Felice Venezian, nell'agosto 1888 richiese alle autorità austriache il nullaosta per la naturalizzazione e ottenne la cittadinanza italiana nel 1889, venendo registrato col doppio cognome Varglien Vaglieri, mai utilizzato per esteso.
Si sposò con Edvige Bongera, nipote di De Ruggiero, dalla quale ebbe quattro figlie: Bice, Laura, Bianca (che sposerà l'archeologo Renato Bartoccini) ed Attilia. Lo stretto rapporto col suo insegnante fu fondamentale per la sua carriera, iniziata nel dicembre 1888 con l'assegnazione dell'incarico a titolo gratuito per il riordinamento delle raccolte epigrafiche delle terme di Diocleziano e proseguita con la nomina a conservatore presso il Museo Nazionale Romano nel settembre 1889; partecipò attivamente anche all'attività editoriale di De Ruggiero, compilando numerose voci del Dizionario epigrafico di antichità romane, sei fascicoli della Sylloge epigraphica orbis romani e Inscriptiones Italiae continens, venendo coinvolto inoltre nella redazione della rivista La Cultura, per la quale curò una rubrica di recensioni e della quale fu segretario di redazione.
Abilitato alla libera docenza in antichità romane ed epigrafia latina presso l'Università di Roma nel 1893, vinse un concorso a professore straordinario di epigrafia romana nel 1903 e ottenne l'incarico di insegnamento per gli anni successivi, venendo stabilizzato nel 1907 e ottenendo la promozione a professore ordinario nel 1910; la commissione chiamata in quest'ultima occasione a valutarne l'attività, composta da Giulio De Petra, Ettore Pais, Karl Julius Beloch, Ettore Stampini ed Attilio De Marchi, apprezzò all'unanimità il suo impegno nella didattica, la sua grande operosità e l'ampia informazione storico-antiquaria dei suoi scritti pur giudicando "poco originale" la sua produzione in campo epigrafico.
La sua carriera al Museo Nazionale Romano lo portò alla promozione a adiutore, viceispettore ed infine ispettore, collaborando strettamente con la direzione del museo affidata inizialmente a De Ruggiero, poi a Felice Barnabei ed infine a Giuseppe Gatti. Fu inoltre nominato nel gennaio 1901 alla direzione del Museo, dovendo tuttavia rinunciare all'incarico dopo appena un mese per la nomina a capo di gabinetto del Ministro della pubblica istruzione Nunzio Nasi. Si adoperò per promuovere il ruolo dell'Italia nell'Africa settentrionale e nei Balcani in quanto "erede di Roma" e della sua "funzione civilizzatrice" e prese parte a diverse missioni governative in Egitto (1901) oltre che in Albania e Montenegro (1902), promuovendo la concessione all'Italia di una missione archeologica in Cirenaica. Collaborò con Nasi ad una riforma della Facoltà di Lettere e delle Scuole di magistero, che ebbe tuttavia breve durata.
Terminato il suo incarico presso il Ministero nel 1903, tornò alla direzione del Museo Nazionale Romano subentrando ad Angiolo Pasqui, col quale entrò in aspro conflitto. A seguito di un'inchiesta che rivelò alcune irregolarità nella gestione del museo, fu trasferito nel 1906 presso l'Ufficio per gli scavi e le scoperte di antichità, responsabile tra gli altri dei siti archeologici del Palatino e di Ostia antica. In questa nuova veste intraprese con Adolfo Cozza alcune ricerche sul Germalo del Palatino, portando alla luce alcune strutture e materiali protostorici la cui interpretazione come "capanne sepolcrali" di età romulea fu aspramente criticata; dopo l'interruzione delle indagini fu trasferito a Ostia, dove avviò un piano organico di interventi sintetizzato in tre punti: completamento dello scavo e cura della conservazione complessiva degli edifici già parzialmente messi in luce nelle precedenti esplorazioni, ricongiungimento delle emergenze monumentali ed esecuzione di indagini in profondità per individuare le più antiche fasi di insediamento per chiarire lo sviluppo diacronico della città. Sotto la sua direzione furono realizzate numerose infrastrutture a servizio degli scavi e si assistette ad una forte valorizzazione del personale, tra cui il disegnatore Italo Gismondi e l'ispettore Guido Calza, oltre che all'utilizzo di alcune tecniche innovative come l'utilizzo della metodologia "scavo dell'attenzione" introdotta da Giuseppe Fiorelli o l'utilizzo del pallone frenato di Giacomo Boni per la realizzazione di rilievi fotografici dall'alto. Tra il 1908 e il 1914 furono pubblicati circa una settantina di rapporti sulle attività di scavo sia nella sede istituzionale delle Notizie degli scavi che in altre riviste scientifiche e Vaglieri stesso curò la pubblicazione del volume Ostia: cenni storici e guida, pubblicato postumo nel 1914 da Loescher; il tutto documentò ampiamente i progressi compiuti nella valorizzazione delle antichità e nella conoscenza della storia di Ostia, che ricevettero ancora in corso d'opera l'apprezzamento dello storico francese Jérôme Carcopino.
Fu membro di numerose istituzioni accademiche, tra cui l'Istituto archeologico germanico, l'Istituto archeologico austriaco, la Società letteraria del Parnaso e l'Institut d'Égypte, e nel 1913 fu nominato commendatore dell'Ordine della Corona del Regno di Romania.
Morì improvvisamente nella notta tra il 12 e il 13 dicembre 1913 nell'appartamento di servizio allestito nella rocca di Ostia. Le esequie si svolsero nel pomeriggio del giorno seguente e il feretro, avvolto nella bandiera istriana, sfilò nella città antica lungo il decumano fino alla collocazione definitiva presso la chiesetta di Sant'Ercolano.

## Opere
- Le due legioni adiutrici, Roma, Loreto Pasqualucci Editore, 1887.
- I consoli di Roma antica, Spoleto, Tipografia dell'Umbria, 1905.
- A proposito degli scavi del Palatino, Roma, Tipografia della Reale Accademia dei Lincei, 1908.
- (FR) Un sanctuaire oriental trouvé a Ostie, in Académie des inscriptions et belles-lettres, Mâcon, Protat Freres imprimeurs, 1909.
- (FR) Un sanctuaire oriental trouvé a Ostie, Mâcon, Protat Freres imprimeurs, 1909.
- Ostia: cenni storici e guida, Roma, Loescher, 1914.